# Heptophylla
Heptophylla är ett släkte av skalbaggar. Heptophylla ingår i familjen Melolonthidae.
Kladogram enligt Catalogue of Life:
| Heptophylla | \| \| Heptophylla calcarata \| \| \| \| \| \| Heptophylla dimidiata \| \| \| \| \| \| Heptophylla laticollis \| \| \| \| \| \| Heptophylla longilamella \| \| \| \| \| \| Heptophylla picea \| \| \| \| |
|             | \| \| Heptophylla calcarata \| \| \| \| \| \| Heptophylla dimidiata \| \| \| \| \| \| Heptophylla laticollis \| \| \| \| \| \| Heptophylla longilamella \| \| \| \| \| \| Heptophylla picea \| \| \| \| |
|             | Heptophylla calcarata |
|             | |
|             | Heptophylla dimidiata |
|             | |
|             | Heptophylla laticollis |
|             | |
|             | Heptophylla longilamella |
|             | |
|             | Heptophylla picea |
|             | |